# Бизеевы
Бизеевы — русский дворянский род, ведущий начало от землевладельца Костромской области Силы Бизеева (около 1650 года). Род Бизеевых записан в 6-ю часть родословной книги Костромской губернии.